# Myxine affinis
Myxine affinis — вид міксин. Поширена на південному заході Атлантичного океану і в Магеллановій протоці біля берегів Аргентини і Чилі. Проживає на глибині до 150 м. Максимальний зареєстрований розмір — 66 см.